# Touch Liban
Touch Liban est l'un des deux opérateurs de téléphonie mobile implantés au Liban. Il était dirigé par Zain et Orange Télécom depuis 2004, puis par Zain seul.
Avant 2004 son nom était LibanCell.
Touch a lancé la LTE en 2013, et la 4G+ (LTE Advanced) en 2016.
Le siège de l'entreprise Touch se situe à Beyrouth.
Plusieurs noms peuvent s'afficher sur le téléphone ou le smartphone, comme :
- RL MTC Lebanon
- TOUCH
- touch

Contrairement a Alfa, le second opérateur mobile au Liban, sur l'iPhone, l'offre 4G est commercialisée sous le nom de LTE comme aux États-Unis et au Japon.
Touch offre plusieurs options de plans prépayés comme :
- Magic, start, smart (lignes normales sauf pour start et smart), le crédit se conserve depuis la période de grâce jusqu'au rechargement de la ligne) avec des services Internet[2]
- ma3ak (pour les personnes handicapées) : 60 SMS, 60 Min, 200 Mo
- bil khedmeh (al khat al aaskari), pour les personnes dans l'armée libanaise) : 60 SMS, 60 Min, 200 MO, MO+ = 0,08$/Mo.
- Daily internet, 50 Mo par jour pour seulement 1$.

Pour les services postpayés :
- MyPlan : service non figé, le choix est fait par le client (le client choisit le nombre de mégaoctets, de SMS et de minutes d'appels) : le prix dépend des options choisies par le client.